# Rolf Baumann (Politiker)

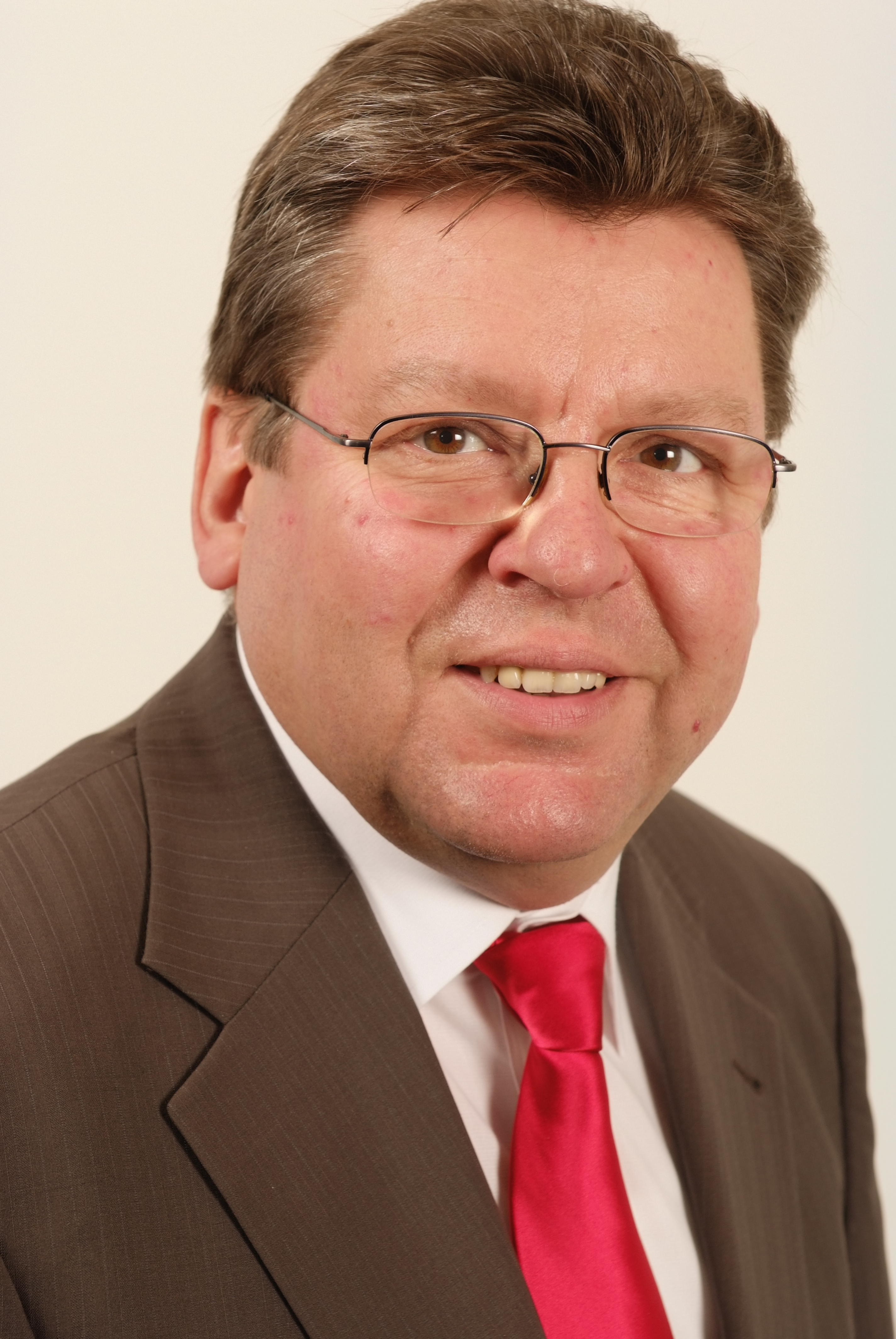
Rolf Baumann, Mai 2011

Rolf Baumann (* 11. September 1958 in Meiningen) ist ein deutscher Politiker (SPD) und war von 2006 bis 2014 Mitglied des Thüringer Landtags.

## Ausbildung und Beruf
Nach dem Besuch der Polytechnischen Oberschule absolvierte Baumann von 1975 bis 1977 eine Ausbildung zum Mechaniker für Datenverarbeitungs- und Büromaschinen.
Von 1977 bis 1991 arbeitete er als Angestellter in der Produktionsgenossenschaft des Handwerks in Meiningen.

## Politik
Rolf Baumann wurde 1990 als Referent für Arbeitnehmerfragen in den SPD-Parteivorstand Ost berufen und trat daraufhin 1991 in die SPD ein.
Von 2000 bis 2004 war Baumann persönlicher Referent des Fraktionsvorsitzenden der SPD-Fraktion im Thüringer Landtag. 2004 wurde er Mitglied des Kreistages Schmalkalden-Meiningen und 2. Beigeordneter des Landrats Schmalkalden-Meiningen – beides in ehrenamtlicher Tätigkeit. In den Jahren 2004 bis 2006 war er Mitglied des Stadtrates Meiningen.
Am 17. Juli 2006 wurde er als Listennachfolger von Andreas Bausewein Mitglied des Thüringer Landtags in der 4. Wahlperiode. Dort war er Mitglied im Haushalts- und Finanzausschuss. Außerdem war er stellvertretender Vorsitzender im Ausschuss für Wirtschaft, Technologie und Arbeit. Bei der Landtagswahl 2009 wurde er über die Landesliste seiner Partei in den 5. Thüringer Landtag gewählt, verlor sein Mandat jedoch bei der Landtagswahl 2014, da weder sein 16. Platz auf der SPD-Landesliste noch sein Erststimmenergebnis (18,9 %) im Wahlkreis Schmalkalden-Meiningen I zur Wiederwahl ausreichten.

## Sonstige Ämter
Rolf Baumann ist seit 1995 Vorstandsmitglied der Bundesarbeitsgemeinschaft Arbeit und hat seit 1996 den Vorsitz in der Landesarbeitsgemeinschaft Arbeit. Darüber hinaus ist er seit 2005 Vorstandsmitglied des Evangelischen Fachverbandes für Arbeit und soziale Integration.